# Max Hirmer
Max Hirmer (* 14. April 1893 in Straubing; † 17. April 1981) war ein deutscher Botaniker, Verleger und Fotograf.
Nach dem Abitur 1913 am Wilhelmsgymnasium München studierte er Archäologie, Kunstgeschichte und Naturwissenschaften.
Hirmer wurde 1917 in München promoviert und habilitierte sich dort 1922. Er war zunächst als Privatdozent, seit 1927 als außerplanmäßiger und seit 1928 als planmäßiger außerordentlicher Professor an der Universität München tätig. Seine wissenschaftlichen Schwerpunkte lagen im Bereich der Paläobotanik sowie Morphologie und Stammesgeschichte. 1936 wurde er wegen „politischer Untragbarkeit“ und „zu internationaler wissenschaftlicher Einstellung“ zur Ruhe gesetzt.
Als Fotograf war Hirmer vor allem im Bereich Kunst und Archäologie tätig. 1948 gründete er zusammen mit seiner Frau Aenne (1912–2017) den Hirmer Verlag (zunächst Gesellschaft für wissenschaftliches Lichtbild), in dem seitdem zahlreiche kunstwissenschaftliche Werke und Bildbände erschienen sind, unter anderem 1955 der mit Kurt Lange publizierte und mehrfach neu aufgelegte und verbesserte Band Ägypten. Architektur, Plastik, Malerei in drei Jahrtausenden, dessen Fotografien von Hirmer selbst stammen.

## Schriften
- Zur Lösung des Problems der Blattstellungen. Fischer, Jena 1922.
- Handbuch der Paläobotanik. Oldenbourg, München 1927.
- mit Eberhard Otto, Christiane Desroches-Noblecourt: Ägypten: Architektur, Plastik, Malerei in drei Jahrtausenden. Vierte neu bearbeitete und sehr erweiterte Auflage. Hirmer, München 1967.
  - mit neuem Titel: Ägyptische Kunst. Band 1 und Band 2 als dtv-Taschenbuch, München 1971, ISBN 3-423-04092-0 und ISBN 3-423-04093-9.
- Die schönsten Griechenmünzen Siziliens (= Insel-Bücherei. Band 559). 1940.